# Municipio de Barnet
Barnet es un municipio del Gran Londres, (Inglaterra) Reino  Unido de Gran Bretaña e Irlanda del Norte(London Borough of Barnet). Fue creado por el Acta del Gobierno de Londres de 1963, que entró en vigor el 1 de abril de 1965, con partes de los condados de Middlesex y Hertfordshire.
Es el segundo municipio de Londres por población, con 331.500 habitantes y abarca una superficie de 86,74 km², el cuarto en extensión. Limita con Hertfordshire al norte y otros cinco municipios de Londres: Harrow y Brent al oeste, Camden y Haringey al sudeste y Enfield al este. El municipio se formó en 1965 a partir de trozos de los condados de Middlesex y Hertfordshire. La autoridad local es Barnet London Borough Council.

## Historia
El municipio se formó con el Acta del Gobierno de Londres de 1963 en 1965 a partir del municipio de Finchley, municipio de Hendon y el distrito urbano de Friern Barnet de of Middlesex y el distrito urbano de East Barnet y el distrito urbano de Barnet de Hertfordshire. El Acta no incluía un nombre para el nuevo municipio. Un comité conjunto de los consejos a unir sugirieron "Northgate" o "Northern Heights". Keith Joseph, el ministro de vivienda y gobierno local, al final eligió Barnet. El nombre Barnet deriva del inglés antiguo bærnet que significa "tierra limpiada con el fuego".
El territorio cubierto por el municipio moderno tiene una larga historia. Hay evidencia de cerámica romana del siglo I en Brockley Hill y monedas romanas de los siglos III y IV se encontraron en Burnt Oak. Ambos lugares están en la vía romana Watling Street desde Londres (Londinium) y St Albans (Verulamium) que ahora forma la frontera occidental del municipio.
Se menciona a Hendon en el Domesday Book de 1086, pero los distritos de Barnet, Edgware y Finchley no se mencionan, posiblemente porque estas zonas estaban incluidas en otros señoríos.
En 1471 se libró la batalla de Barnet al norte de Chipping Barnet justo dentro de lo que es actualmente el límite del municipio. Aquí fue donde las tropas yorkistas lideradas por el rey Eduardo IV mató al rebelde "Hacedor de reyes" Richard Neville, conde de Warwick, y el hermano de Warwick, John Neville, primer marqués de Montagu.

## Geografía
Barnet está ubicado en la zona norte del Plano de Londres, en el área conocida como Londres exterior. Limita al norte con el condado de Hertfordshire, al este con Haringey y Enfield, al sur con Camden y Brent, y al oeste con Harrow. Según la Oficina Nacional de Estadística británica, Barnet tiene una superficie de 86,74 km².

## Demografía
Según el censo de 2001, Barnet tenía 314 564 habitantes. El 74,02% de ellos eran blancos, el 12,33% asiáticos, el 5,99% negros, el 4,62% chinos o de otro grupo étnico, y el 3,02% mestizos. Un 20,26% eran menores de 16 años, un 72,52% tenían entre 16 y 74, y un 7,21% eran mayores de 74. La densidad de población era de 3626,52 hab/km² y había 126 944 hogares con residentes.
De los 154 748 habitantes económicamente activos, el 90,81% tenían un empleo, el 5,01% estaban desempleados y el 4,16% eran estudiantes a tiempo completo.

## Distritos
| Ciudad/Distrito/Pueblo/Aldea | Ciudad postal    | Código postal | Notas                                         |
| ---------------------------- | ---------------- | ------------- | --------------------------------------------- |
| Arkley                       | BARNET, LONDRES  | EN, NW        |                                               |
| Barnet                       | BARNET           | NW            | También llamado Chipping Barnet o High Barnet |
| Barnet Gate                  | LONDRES          | NW            |                                               |
| Brent Cross                  | LONDRES          | NW            |                                               |
| Brunswick Park               | LONDRES          | N             |                                               |
| Burnt Oak                    | LONDRES          | NW            |                                               |
| Childs Hill                  | LONDRES          | NW            |                                               |
| Church End                   | LONDRES          | N             | También llamada Finchley Central              |
| Cockfosters                  | LONDRES          | N             | También en parte en Enfield                   |
| Colindale                    | LONDRES          | NW            |                                               |
| Colney Hatch                 | LONDRES          | N             |                                               |
| Cricklewood                  | LONDRES          | NW            | También en parte en Brent y Camden            |
| East Barnet                  | BARNET           | EN            |                                               |
| East Finchley                | LONDRES          | N             |                                               |
| Edgware                      | LONDRES          | NW            |                                               |
| Finchley                     | LONDRES          | N             |                                               |
| Friern Barnet                | LONDRES          | N             |                                               |
| Golders Green                | LONDRES          | NW            |                                               |
| Grahame Park                 | LONDRES          | NW            |                                               |
| The Hale                     | LONDRES, EDGWARE | NW, HA        |                                               |
| Hampstead Garden Suburb      | LONDRES          | N, NW         |                                               |
| Hendon                       | LONDRES          | NW            |                                               |
| The Hyde                     | LONDRES          | NW            |                                               |
| Mill Hill                    | LONDRES          | NW            |                                               |
| Monken Hadley                | BARNET           | EN            |                                               |
| New Barnet                   | BARNET           | EN            |                                               |
| New Southgate                | LONDRES          | N             | También parcialmente en Enfield               |
| North Finchley               | LONDRES          | N             |                                               |
| Oakleigh Park                | LONDRES, BARNET  | N, EN         |                                               |
| Osidge                       | LONDRES          | N             |                                               |
| Temple Fortune               | LONDRES          | NW            |                                               |
| Totteridge                   | LONDRES          | N             |                                               |
| West Hendon                  | LONDRES          | NW            |                                               |
| Whetstone                    | LONDRES          | N             |                                               |
| Woodside Park                | LONDRES          | N             |                                               |

## Ciudades hermanas
- Barnet (Vermont)
- Chaville
- Le Raincy
- Montclair (Nueva Jersey)
- Siegen-Wittgenstein
- Tempelhof-Schöneberg